# Ð
La lettera eth (maiuscola Ð, minuscola ð), scritta anche edh o eð, è una lettera dell'inglese antico e del norreno, oggi ereditata dagli alfabeti islandese e faroese in cui è chiamata "edd" e in övdaliano. 
Fu usata anche nella Scandinavia medievale, ma fu successivamente sostituita con dh e poi con d. 
Nell'ordine alfabetico di queste lingue la lettera segue la d.
La lettera deriva dalla grafia irlandese ed originariamente era una d con un segno orizzontale a croce aggiunto. La versione minuscola ha mantenuto la forma curva della d di un copista medievale, che in generale la d non ha.
In islandese ð rappresenta una fricativa dentale sonora, come il digramma th nell'inglese them, this, the.
Nella versione di Olav Jakobsen Høyem del nynorsk basata sul dialetto trøndersk la ð è sempre muta e introdotta per ragioni etimologiche.
Nell'ortografia dell'övdaliano la lettera rappresenta una fricativa dentale sonora.
Nell'antico inglese ð era di uso intercambiabile con þ (thorn) per rappresentare la fricativa dentale ora sorda, ora sonora. La lettera fu usata per tutta l'era anglosassone, ma gradualmente cadde in disuso nell'inglese medio, sparendo del tutto intorno al XIV secolo; þ sopravvisse più a lungo per finire sostituita poi dal digramma moderno th intorno al XVI secolo.
La eð minuscola è stata adottata nell'alfabeto fonetico internazionale per rappresentare la fricativa dentale sonora, e nel settore il nome del simbolo è pronunciato con lo stesso suono sonoro: [ɛð]. Il simbolo IPA per la fricativa dentale sorda è invece θ.
Il suo uso è stato proposto anche per rendere alcuni suoni dei dialetti lombardi nella grafica unificata di Jørgen Giorgio Bosoni.

## Codifica per computer
Nello standard universale di caratteri Unicode, eth maiuscola e minuscola sono rappresentate rispettivamente da U+00D0 e U+00F0. Questi posizioni sono ereditate dal precedente standard ISO 8859-1. Nell'HTML, eth è rappresentato dalle entità &ETH; e &eth;.

## Utilizzo
- La lettera è utilizzata talvolta nei testi di matematica e ingegneria come un simbolo per una derivata parziale, ma il simbolo più usuale è ∂.
- Nel greco moderno delta (Δ, δ) ha in generale lo stesso valore fonetico di ð, che è l'unica reale lettera dell'alfabeto latino che ne rappresenta fedelmente il suono.
- Si è proposto di usare questa lettera per la grafia veneta nelle varianti del coneglianese (VEC: conejaneze) e del bellunese (VEC: belumat) come grafema per la consonante fricativa dentale sonora [ð]. Tuttavia questa proposta per i dialetti stretti è stata abbandonata in favore della classica ⟨d⟩, invece per la grafia unitaria è maggiormente consigliato l'uso di ⟨z⟩. Esempi: ðenocio->zenocio (ginocchio), łèðar->łèzar (leggere) o ðioba->zioba (giovedì).
- È anche utilizzata per identificare la criptovaluta, nata per scherzo come meme, Dogecoin